# 細胞膜透過ペプチド
細胞膜透過ペプチド（cell-penetrating peptide、CPP）または膜透過ペプチド（protein transduction domain、PTD）は細胞の最大の防御システムである細胞膜を透過し、高分子医薬品を活性をもったまま細胞内に運ぶことができる細胞内レベルDDSである。

## 歴史
細胞膜透過ペプチドは1988年にエイズウイルスの転写活性因子Tatタンパク質が細胞膜を透過するという発見に端を発する。86アミノ酸からなるタンパク質を細胞培養液に加えるだけでTatタンパク質は核内に移行し、Tat依存的な転写活性を上昇させた。その後Tatやハエの神経細胞の転写因子Antennapediaの内部にある10アミノ酸程度の短い配列に膜透過機能があり、極めて迅速にATPや温度に依存せずに細胞膜を通過する機能があることが報告された。それぞれTat peptideやPenetratinと称されている。

## 種類
代表的な膜透過性ペプチドベクターとしてはHIVのTatタンパク質のアミノ酸配列48-60位に対応するペプチド配列（Tatペプチド）やオリゴアルギニン（R9）やオリゴリジン（K10）などの塩基性アミノ酸に富むもの、Drosophiaのantennapediaタンパク質由来ペプチド（penetratin）などの塩基性部分と疎水性部分を有する両親媒性ペプチド、神経ペプチドgalaninとハチ毒mastroparanのキメラペプチドであるtransportan、あるいはその短縮形であるTP10など、疎水性配列に若干の塩基性配列を含むペプチドなどがあげられる。特にTatペプチド、オリゴアルギニン、penetratinがよく用いられる。Tatペプチド、オリゴアルギニンではアルギニンのグアニジノ基が膜透過の本質を担っていると知られている。そのためグアニジノ基を有するβ-ペプチド、ペプトイド、カルバメートなど天然アミノ酸以外のポリマー、直鎖構造を持たないデンドリマー型分子や糖鎖の誘導体など新しいベクターも開発されている。細胞膜透過ペプチドはは塩基性アミノ酸を多く含み、その配列を融合することでタンパク質だけではなく、核酸、リポソーム、ファージ、ナノ粒子など様々な高分子医薬品を細胞内に導入できると報告された。

## 機序
細胞膜透過ペプチドの機序は全面的な解明には至っていない。塩基性のアミノ酸は正の電荷を帯びているため、負の電荷を帯びている細胞に吸着しやすい。そのため塩基性のアミノ酸を多く含む細胞膜透過ペプチドは細胞表面に効率よく付着し、その後エンドサイトーシスやピノサイトーシスなどの膜輸送の機序によって細胞内に取り込まれるというモデル、膜が反転して一過性に逆ミセルを作るというモデル、そのまま膜をすり抜けるモデルなど様々提唱されている。Tatペプチド、オリゴアルギニンを含む高分子の細胞内の取り込みにはクラスリンエンドサイトーシスに加えマクロピノサイトーシスが関与することが知られている。Tatペプチド、オリゴアルギニンが正に帯電しており細胞表面のプロテオグリカン（負に帯電）と相互作用によりマクロピノサイトーシスが促進すると考えられている。活性を持ったまま細胞内で機能することが示されているため、エンドサイトーシスの機序で取り込まれてもリソソームと融合する前に細胞質に移行、すなわち膜を透過すると考えられている。人工膜を用いてモデルについて検証研究が総括されている。
細胞膜を構成する脂質や糖蛋白質は細胞によって異なる。これらが細胞膜透過ペプチドの膜透過機構に影響をおよぼすと考えられる。細胞膜透過ペプチドを融合させた薬物は全身の細胞に送達されるため細胞膜透過ペプチドは単一の機構ではなく、複数の機構を用いて膜を透過すると考えられる。

## 応用
1999年に細胞膜透過ペプチドであるTatを融合した酵素製剤ベータグルコセレブロシダーゼをマウスの腹腔に投与したところ活性をもったまま脳を含む全身の組織細胞内に送達された。その後、核酸医薬や核酸を内包したリポソーム、機能性タンパク質、イメージング材料、小分子を融合させて生体レベルのDDSとして検証研究が行われている。
細胞膜透過ペプチドをアンチセンス核酸にコンジェゲートする方法も知られている。アルギニンを多く含む細胞膜透過ペプチドを用いると大脳および小脳へアンチセンス核酸を送達することができる。しかしアルギニンを多く含む膜透過ペプチドを用いた方法は血液脳関門への選択性が乏しく様々な臓器への核酸医薬の移行性を高める。副作用としては行動異常、体重減少、腎障害といった副作用が報告されている。
がん細胞は正常の細胞よりも膜透過性が高いため、がん細胞の方が膜透過をしやすい。マウスの腫瘍細胞モデルでの標的イメージングや治療においては有用性が示されている。